# Fronhof (Paffrath)
Der Fronhof war ein mittelalterlicher Herrenhof und ein Ortsteil in Paffrath auf dem Gebiet der jetzigen Stadt Bergisch Gladbach  im Rheinisch-Bergischen Kreis.

## Lage und Beschreibung
Der Fronhof zu Paffrath lag etwa dort, wo heute der Lebensmittelmarkt in Paffrath liegt.

## Geschichte
Der Fronhof war die Keimzelle des Kirchspiels Paffrath und seiner Honschaften. Der Ursprung ist nicht zweifelsfrei geklärt. Eine erste urkundliche Erwähnung von Paffrath stammt aus dem Jahr 1160, woraus sich ergibt, dass Graf Adolf II. von Berg Vogt der Grundherrschaft des Kölner Domstifts in Paffrath war. Lothar Speer schließt aus der Urkunde, dass die Rodung vor 1118 geschah. Anton Jux wiederum geht von einer ersten Besiedlung vor dem Jahre 1000 aus, in der ripuarische oder fränkische Herrscher den Paffrather Fronhof errichten ließen. Er war der Kern des Gerichts- und Pfarrbezirks. Später kamen Fronhof und Kirche in den Besitz des Kölner Domkapitels. Aus Carl Friedrich von Wiebekings Charte des Herzogthums Berg 1789 geht hervor, dass der Fronhof zu dieser Zeit Teil der Honschaft Paffrath im bergischen Amt Porz war.
Unter der französischen Verwaltung zwischen 1806 und 1813 wurde das Amt Porz aufgelöst und der Fronhof wurde politisch der Mairie Gladbach im Kanton Bensberg zugeordnet. 1816 wandelten die Preußen die Mairie zur Bürgermeisterei Gladbach im Kreis Mülheim am Rhein. Mit der Rheinischen Städteordnung wurde Gladbach 1856 Stadt, die dann 1863 den Zusatz Bergisch bekam.
Fronhof ist 1845 als Wohnplatz unter dem Namen Frohnhof in den amtlichen Statistiken aufgeführt als Typ Försterwohnung mit sieben Einwohnern. Er wurde schließlich vor 1858 abgerissen.